# Anaxagoras (Bildhauer)
Anaxagoras (altgriechisch Ἀναξαγόρας) von Aigina war ein griechischer Bildhauer, der im 5. Jahrhundert v. Chr. tätig war.
Er schuf für das Zeusheiligtum in Olympia eine zehn Ellen hohe Bronzestatue des Zeus, die nach dem Bericht des Pausanias nach Osten zur aufgehenden Sonne hin ausgerichtet war. Sie wurde anlässlich des Sieges der Griechen gegen Persien in der Schlacht von Plataiai 479 v. Chr. erbaut und war den Teilnehmern der Schlacht gewidmet. An der rechten Seite des Postaments der Statue waren die Poleis verzeichnet, die an der Schlacht teilgenommen hatten. Wahrscheinlich handelt es sich um eine Basis, die bei einer Ausgrabung von Wilhelm Dörpfeld zwischen dem Zeustempel und dem Buleuterion gefunden wurde. 
Durch ein in der Anthologia Palatina erhaltenes Epigramm ist ein weiteres Werk des Anaxagoras bekannt. Hierbei handelte es sich um eine Votivgabe, die von einem Praxagoras gestiftet wurde, weitere Angaben dazu werden nicht genannt.
In einem bei Diogenes Laertios überlieferten Fragment des kunsthistorischen Werks von Antigonos von Karystos wird die Bedeutung des Anaxagoras gewürdigt.